# The Satanic Satanist
The Satanic Satanist è il quarto album in studio del gruppo musicale statunitense Portugal. The Man, pubblicato nel 2009.

## Tracce
Testi e musiche di John Baldwin Gourley.
1. People Say – 2:59
2. Work All Day – 2:59
3. Lovers in Love – 3:14
4. The Sun – 3:01
5. The Home – 2:57
6. The Woods – 3:12
7. Guns & Dogs – 2:45
8. Do You – 2:55
9. Everyone Is Golden – 3:46
10. Let You Down – 2:17
11. Mornings – 4:39